# Eduard (Geldern)
Eduard, Herzog von Geldern (* 12. März 1336; † 24. August 1371 in Baesweiler) war von 1361 bis zu seinem Tod Herzog von Geldern.
Er war der jüngere Sohn von Rainald II. aus dessen zweiter Ehe mit Eleonore, Tochter von König Eduard II.
Unterstützt von seiner Mutter führte er ab 1350 einen Bruderkrieg gegen seinen älteren Bruder Rainald III. und nahm diesen 1361 in der Schlacht bei Tiel gefangen.
Eduard kam in der Schlacht bei Baesweiler ums Leben und wurde im Kloster Graefenthal beigesetzt. Sein Bruder wurde wieder als Regent eingesetzt.